# Distrito de Shimokita
El distrito de Shimokita (下北郡 Shimokita-gun?) es un distrito localizado en la prefectura de Aomori, Japón. En junio de 2019 tenía una población de 14.546 habitantes y una densidad de población de 26,4 personas por km². Su área total es de 551,96 km².

## Localidades
- Higashidōri
- Kazamaura
- Ōma
- Sai